# Ташлъмюселим
Ташлъмюселим (на турски: Taşlımüsellim) е село в община Лалапаша, област Одрин, Турция.

## География
Село Ташлъмюселим се намира на разстояние 27 километра от областния център Одрин и на 4 километра от общинския център Лалапаша.

## История
В XIX век Ташлъмюселим е българско село в Одринска кааза на Одринския вилает на Османската империя. Според „Етнография на вилаетите Адрианопол, Монастир и Салоника“, издадена в Константинопол в 1878 година и отразяваща статистиката на населението от 1873 година, Ташлъмюселим (Tachli-Mousselim) има 126 домакинства и 657 българи.
Според статистиката на професор Любомир Милетич в 1912 година в селото живеят 99 български екзархийски семейства или 511 души.
При избухването на Балканската война в 1912 година един човек от Ташлъ мюселим е доброволец в Македоно-одринското опълчение.
Българското население на Ташлъмюселим се изселва след Междусъюзническата война в 1913 година. 81 семейства (406 души) се заселват в Къзълагачка (Елховска) олокия.

## Личности
Родени в Ташлъмюселим
- Георги Ончев, български революционер от ВМОРО, четник на Никола Георгиев Топчията[5]
- Димитър Севриев, македоно-одрински опълченец, 3 рота на 4 битолслка дружина[6]